# Sollefteå stad
Denna artikel handlar om den tidigare kommunen Sollefteå stad. För orten se Sollefteå, för dagens kommun, se Sollefteå kommun.
Sollefteå stad var en tidigare kommun i Västernorrlands län. Centralort var Sollefteå och kommunkod 1952–1970 var 2283.

## Administrativ historik
Sollefteå stad bildades den 1 januari 1917 (enligt beslut den 30 december 1916) genom en ombildning av den dåvarande Sollefteå köping.
Den 25 april 1930 utfärdades av Kunglig Majestät en förklaring av gränsen mellan Sollefteå landskommun och Sollefteå stad.
Den 1 januari 1945 (enligt beslut den 12 augusti 1944) inkorporerades Sollefteå landskommun i staden. Sollefteå socken införlivades samtidigt i avseende på fastighetsredovisningen i staden. När kommunreformen den 1 januari 1952 genomfördes i landet inkorporerades Multrå landskommun i staden.
Som förberedelse inför kommunreformen 1971 trädde Sveriges indelning i kommunblock i kraft den 1 januari 1964. Sollefteå stad ingick då i kommunblocket Sollefteå tillsammans med landskommunerna Långsele, Resele, Helgum, Ådals-Liden, Junsele samt tre av fyra församlingar i Boteå landskommun: Boteå, Överlännäs, Sånga. Den 1 januari 1970 överfördes Ramsele landskommun från det avskaffade Ramsele kommunblock till Sollefteå kommunblock.
Den 1 januari 1971 bildade staden den nya Sollefteå kommun tillsammans med de samtidigt avskaffade landskommunerna Helgum, Långsele, Junsele, Resele och Ådals-Liden.
Staden tillhörde Sollefteå landsfiskalsdistrikt som låg först under Ådals fögderi, och från den 1 juli 1946 (enligt beslut den 18 januari 1946) Sollefteå fögderi.

### Judiciell tillhörighet
I likhet med andra under 1900-talet inrättade stadskommuner fick staden inte egen jurisdiktion utan låg fortsatt under landsrätt i Ångermanlands mellersta domsaga. Staden tillhörde Sollefteå tingslag till 1948 därefter till 1970 i Ångermanlands mellersta domsagas tingslag och under 1970 i Sollefteå domsagas tingslag.

### Kyrklig tillhörighet
I kyrkligt hänseende hörde staden till Sollefteå församling. Fram till den 1 maj 1927 (upphörd det datumet enligt beslut den 11 mars 1927) fanns också militärförsamlingen Norrlands trängkårs församling i staden. Församlingen var icke-territoriell och dess kyrkobokförda medlemmar fanns i både staden och landskommunen. Från den 1 januari 1952 var staden delad på Sollefteå församling och Multrå församling.

### Sockenkod
För registrerade fornfynd med mera så återfinns staden inom ett område definierat av sockenkod 2493 som motsvarar den omfattning staden hade kring 1950, vilket då även innefattar Sollefteå socken.

## Stadsvapnet
Blasonering: En svart orrhane på silverfält.
Detta vapen fastställdes av Kungl. Maj:t år 1921. Vapnet förs idag av den nuvarande Sollefteå kommun. Se artikeln om Sollefteå kommunvapen för mer information.

## Geografi

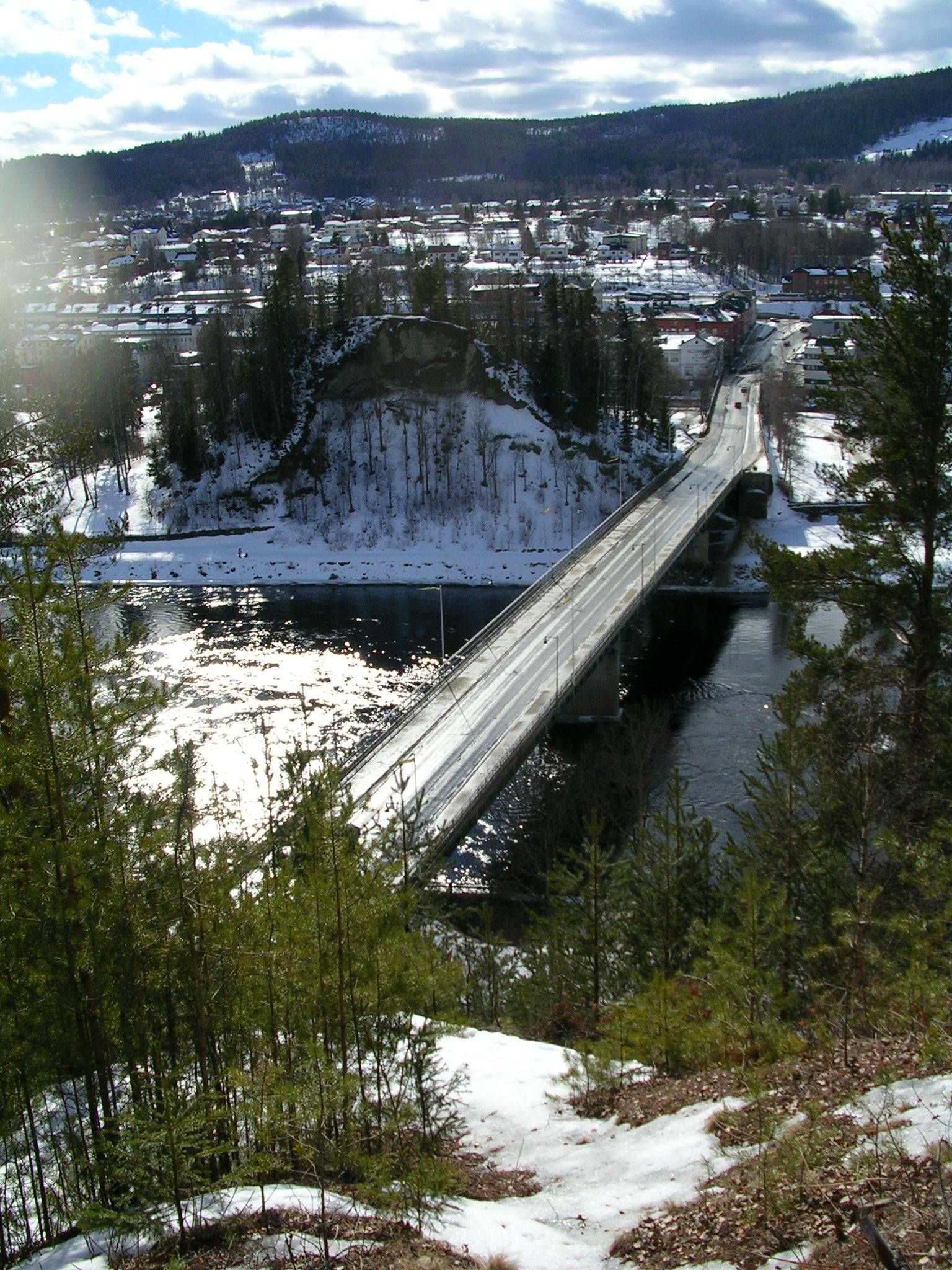
Vy över Sollefteå och Ångermanälven.

Vid bildandet år 1917 hade staden en areal av 5,69 km², varav 5,68 km² var land. Sollefteå stad omfattade den 1 januari 1952 en areal av 356,70 km², varav 341,70 km² land.

### Tätorter i staden 1960
I Sollefteå stad fanns tätorten Sollefteå, som hade 7 609 invånare den 1 november 1960. Tätortsgraden i kommunen var då 77,1 procent.

## Befolkningsutveckling
| Befolkningsutvecklingen i Sollefteå stad 1920–1970 | Befolkningsutvecklingen i Sollefteå stad 1920–1970 | Befolkningsutvecklingen i Sollefteå stad 1920–1970 | Befolkningsutvecklingen i Sollefteå stad 1920–1970 | Befolkningsutvecklingen i Sollefteå stad 1920–1970 |
| --- | -------------------------------------------------- | -------------------------------------------------- | -------------------------------------------------- | -------------------------------------------------- |
| |                                                    |                                                    |                                                    |                                                    |
| År |                                                    |                                                    | Folkmängd                                          |                                                    |
| 1920 | 1920                                               |                                                    | 2 662                                              |                                                    |
| 1925 | 1925                                               |                                                    | 2 690                                              |                                                    |
| 1930 | 1930                                               |                                                    | 2 735                                              |                                                    |
| 1935 | 1935                                               |                                                    | 2 907                                              |                                                    |
| 1940 | 1940                                               |                                                    | 3 229                                              |                                                    |
| 1945 | 1945                                               |                                                    | 7 763                                              |                                                    |
| 1950 | 1950                                               |                                                    | 9 429                                              |                                                    |
| 1955 | 1955                                               |                                                    | 9 656                                              |                                                    |
| 1960 | 1960                                               |                                                    | 9 872                                              |                                                    |
| 1965 | 1965                                               |                                                    | 9 712                                              |                                                    |
| 1970 | 1970                                               |                                                    | 9 877                                              |                                                    |
| Anm: 1945 inkorporerades Sollefteå landskommun och 1952 Multrå landskommun. För åren 1920-1945: befolkning enligt folkräkning 31 december enligt den administrativa indelningen den 1 januari följande år. 1950 avser befolkning enligt folkräkning den 31 december enligt den administrativa indelningen den 1 januari 1952. 1925 och 1955 avser den kyrkobokförda befolkningen den 31 december enligt den administrativa indelningen den 1 januari följande år. 1960 och 1965 avser befolkning enligt folkräkning den 1 november enligt den administrativa indelningen den 1 januari följande år. 1970 avser befolkning enligt folkräkning den 1 november i det område som Sollefteå stad omfattade när den ombildades till Sollefteå kommun 1 januari 1971. |                                                    |                                                    |                                                    |                                                    |

## Näringsliv

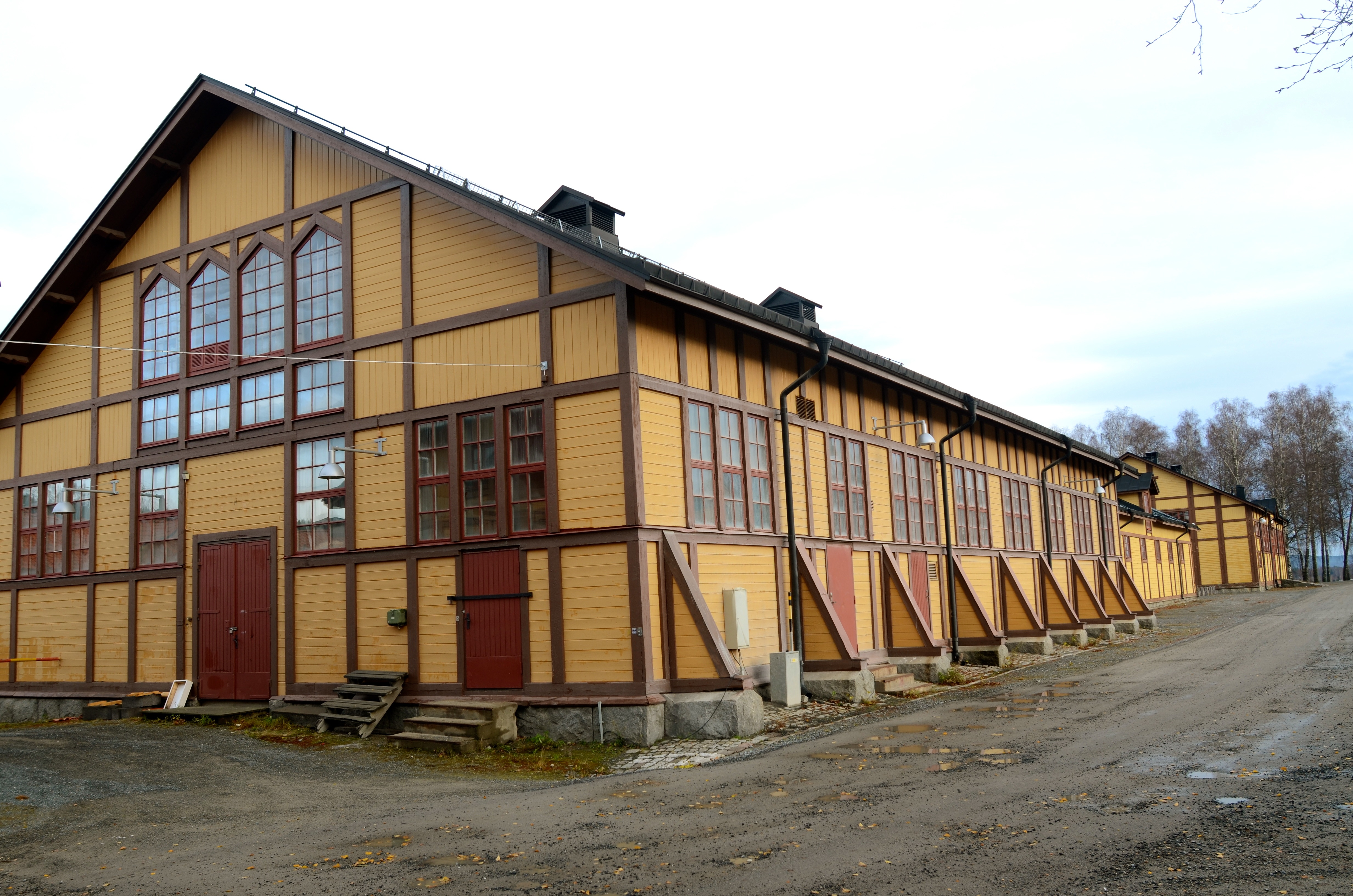
En byggnad på Norrlands trängregementes kasernområde.

Vid folkräkningen den 31 december 1950 var befolkningen i stadens huvudnäring uppdelad på följande sätt:
- 30,0 procent av befolkningen levde av industri och hantverk
- 28,4 procent av offentliga tjänster m.m.
- 15,0 procent av handel
- 13,2 procent av jordbruk med binäringar
- 9,1 procent av samfärdsel
- 2,1 procent av husligt arbete
- 0,0 procent av gruvbrytning
- 1,8 procent av ospecificerad verksamhet.

Av den förvärvsarbetande befolkningen jobbade 19,8 procent med Övriga inom offentliga tjänster m.m. (vilket bland annat innefattade militär verksamhet) samt 7,6 procent med Hälso- och sjukvård samt personlig hygien. 92 av förvärvsarbetarna (2,1 procent) hade sin arbetsplats utanför staden.

## Politik

### Mandatfördelning i valen 1919–1966
| 4 | 2 | 5 | 5 | 9 |

| 22 |

| 3 | 2 | 2 | 8 | 10 |

| 23 |

| 3 | 2 | 7 | 13 |

| 23 |

| 8 | 2 |  | 3 | 11 |

| 25 |

| 9 | 3 | 13 |

| 25 |

| 9 | 3 | 13 |

| 25 |

| 11 | 2 | 12 |

| 22 |

| 10 |  | 2 | 12 |

| 21 | 4 |

|  | 16 |  | 2 | 2 | 8 |

| 28 |

| 19 | 4 | 5 | 7 |

| 32 |

| 19 | 4 | 5 | 7 |

| 30 | 5 |

| 18 | 5 | 4 | 8 |

| 29 | 6 |

| 20 | 5 | 4 | 6 |

| 30 | 5 |

| 17 | 8 | 4 | 6 |

| 29 | 6 |

### Fotnoter
1. ↑   (PDF) Folkräkningen den 31 december 1920, I, Areal och folkmängd inom särskilda förvaltningsområden; Folkmängdens fördelning efter hushåll. Stockholm: Statistiska centralbyrån. 1923. sid. 76. Arkiverad från originalet den 26 oktober 2014. https://www.webcitation.org/6TbpfnsYC?url=http://www.scb.se/Grupp/Hitta_statistik/Historisk_statistik/_Dokument/SOS/Folkrakningen_1920_1.pdf. Läst 26 oktober 2014 Arkiverad 24 september 2015 hämtat från the Wayback Machine.
2. 1 2   (PDF) Folkräkningen den 31 december 1930, I, Areal och folkmängd inom särskilda förvaltningsområden m.m., Befolkningsagglomerationer. Stockholm: Statistiska centralbyrån. 1935. sid. 110. Arkiverad från originalet den 26 oktober 2014. https://www.webcitation.org/6TbpmPsGq?url=http://www.scb.se/Grupp/Hitta_statistik/Historisk_statistik/_Dokument/SOS/Folkrakningen_1930_1.pdf. Läst 26 oktober 2014 Arkiverad 24 september 2015 hämtat från the Wayback Machine.
3. 1 2   (PDF) Folkräkningen den 31 december 1945, I, Areal och folkmängd inom särskilda förvaltningsområden m.m., Befolkningsagglomerationer. Stockholm: Statistiska centralbyrån. 1947. sid. 88. Arkiverad från originalet den 25 oktober 2014. https://www.webcitation.org/6TamDOErk?url=http://www.scb.se/Grupp/Hitta_statistik/Historisk_statistik/_Dokument/SOS/Folkrakningen_1945_1.pdf. Läst 25 oktober 2014 Arkiverad 24 september 2015 hämtat från the Wayback Machine.
4. 1 2   (PDF) Folkräkningen den 31 december 1950, I, Areal och folkmängd inom särskilda förvaltningsområden m.m., Tätorter. Stockholm: Statistiska centralbyrån. 1952-05-19. sid. 109. Arkiverad från originalet den 1 oktober 2014. https://www.webcitation.org/6T09ZkyrB?url=http://www.scb.se/Grupp/Hitta_statistik/Historisk_statistik/_Dokument/SOS/Folkrakningen_1950_1.pdf. Läst 9 oktober 2014 Arkiverad 29 oktober 2013 hämtat från the Wayback Machine.
5. ↑  SCB Statistiska meddelanden B 1964:6 den 3 mars 1964, sida 8 (Läst 11 mars 2015)
6. ↑  SCB Folkmängd 31.12.1969. Del 2 Kommunblock, judiciella och kyrkliga indelningar mm Sida 81; Läst 11 mars 2015
7. ↑  Per Andersson: Sveriges kommunindelning 1863-1993, Draking, Mjölby 1993, ISBN 91-87784-05-X, s. 91
8. ↑  Elsa Trolle Önnerfors: Domsagohistorik - Sollefteå tingsrätt (del av Riksantikvarieämbetets Tings- och rådhusinventeringen 1996-2007)
9. 1 2  ”Förteckning (Sveriges församlingar genom tiderna)”. Skatteverket. 1989. http://www.skatteverket.se/privat/folkbokforing/omfolkbokforing/folkbokforingigaridag/sverigesforsamlingargenomtiderna/forteckning.4.18e1b10334ebe8bc80003999.html. Läst 17 december 2013.
10. ↑  Fornminnesregistret, Riksantikvarieämbetet: Sollefteå stad Fornminnen i socknen erhålls på kartan genom att skriva in sockennamn (utan "socken") i "Ange geografiskt område"
11. ↑  ”Svenska Heraldiska Föreningens vapendatabas”. Arkiverad från originalet den 18 oktober 2012. https://web.archive.org/web/20121018011750/http://databas.heraldik.se/index.php. Läst 2 februari 2011.
12. ↑  ”SCB: Folkräkningen 1920 sida 76”. Arkiverad från originalet den 26 oktober 2014. https://www.webcitation.org/6TbpfnsYC?url=http://www.scb.se/Grupp/Hitta_statistik/Historisk_statistik/_Dokument/SOS/Folkrakningen_1920_1.pdf. Läst 8 juli 2013.
13. ↑  SCB Folkräkningen 1960 del 2 Arkiverad 24 september 2015 hämtat från the Wayback Machine. sida 43 i pdf:en
14. ↑  ”Historisk statistik efter serie”. Statistiska centralbyrån. Arkiverad från originalet den 30 december 2017. https://web.archive.org/web/20171230122632/http://www.scb.se/sv_/hitta-statistik/historisk-statistik/digitaliserat---statistik-efter-serie/. Läst 21 juni 2019.
15. ↑  ”Folkräkningen 1910–1960”. Statistiska centralbyrån. Arkiverad från originalet den 22 augusti 2018. https://web.archive.org/web/20180822113519/https://www.scb.se/sv_/Hitta-statistik/Historisk-statistik/Digitaliserat---Statistik-efter-serie/Sveriges-officiella-statistik-SOS-utg-1912-/Folk--och-bostadsrakningarna-1860-1990/Folkrakningen-1910-1960/. Läst 21 juni 2019.
16. ↑  ”Folk- och bostadsräkningen 1965–1990”. Statistiska centralbyrån. Arkiverad från originalet den 22 augusti 2018. https://web.archive.org/web/20180822145518/https://www.scb.se/sv_/Hitta-statistik/Historisk-statistik/Digitaliserat---Statistik-efter-serie/Sveriges-officiella-statistik-SOS-utg-1912-/Folk--och-bostadsrakningarna-1860-1990/Folk--och-bostadsrakningen-1965-1990/. Läst 21 juni 2019.
17. 1 2   (PDF) Folkräkningen den 31 december 1950, IV, Totala räkningen: folkmängden efter yrke i kommuner, församlingar och tätorter. Stockholm: Statistiska centralbyrån. 1954-10-08. sid. 172-173. Arkiverad från originalet den 30 juni 2015. https://www.webcitation.org/6Zfas4HUP?url=http://www.scb.se/Grupp/Hitta_statistik/Historisk_statistik/_Dokument/SOS/Folkrakningen_1950_4.pdf. Läst 30 juni 2015 Arkiverad 24 september 2015 hämtat från the Wayback Machine.